# 2024년 하계 올림픽 사우디아라비아 선수단
2024년 하계 올림픽 사우디아라비아 선수단은 2024년 7월 26일부터 8월 11일까지 프랑스 파리에서 열린 2024년 하계 올림픽에 참가한 올림픽 사우디아라비아 선수단이다.
이는 미국이 주도한 보이콧의 일환으로 진행된 1980년 모스크바 올림픽을 제외하고 사우디아라비아가 13번째 하계 올림픽에 출전하는 것이다.

## 출전 선수
| 종목   | 남자 | 여자 | 전체 |
| ------ | ---- | ---- | ---- |
| 수영   | 1    | 1    | 2    |
| 승마   | 3    | 0    | 3    |
| 육상   | 2    | 1    | 3    |
| 태권도 | 0    | 1    | 1    |
| 전체   | 6    | 3    | 9    |

## 메달 집계
| 종목 | 1 | 2 | 3 | 합계 |
| 종목 | ' | ' | ' | '    |
| 종목 | ' | ' | ' | '    |
| 종목 | ' | ' | ' | '    |
| 합계 | ' | ' | ' | '    |

## 같이 보기
- 2024년 하계 올림픽